# 会田綱雄
会田 綱雄（あいだ つなお、1914年（大正3年）3月17日 - 1990年（平成2年）2月22日）は、日本の詩人。東京市本所区出身。代表的な詩に『伝説』がある。

## 略歴
日本大学社会学科を卒業した後、1940年に志願して中国に渡り南京特務機関嘱託となる。南京にて詩人の草野心平を知る。
後に上海に移り、『黄鳥』『亜細亜』の作品を発表する。
1947年、同人雑誌である『歴程』の同人となる。
1957年、詩集『鹹湖』を発表し、第一回高村光太郎賞を受賞する。
同じく詩人である知念栄喜は、「残酷な生命の条理を自然の中に溶解し、原罪意識を夢幻的な物語として構成する特異な個性の詩人」と述べている。
1964年、詩集『狂言』を思潮社から、1970年、67部限定の詩集『汝』を母岩社から出版。
1977年、詩集『遺言』で第29回読売文学賞を受賞。